# Jin Watanabe
Jin Watanabe (渡辺 仁, Watanabe Jin) est un architecte japonais né le 16 février 1887 et mort le 5 septembre 1973. Ses productions relèvent de plusieurs styles comme le style à toiture impériale.

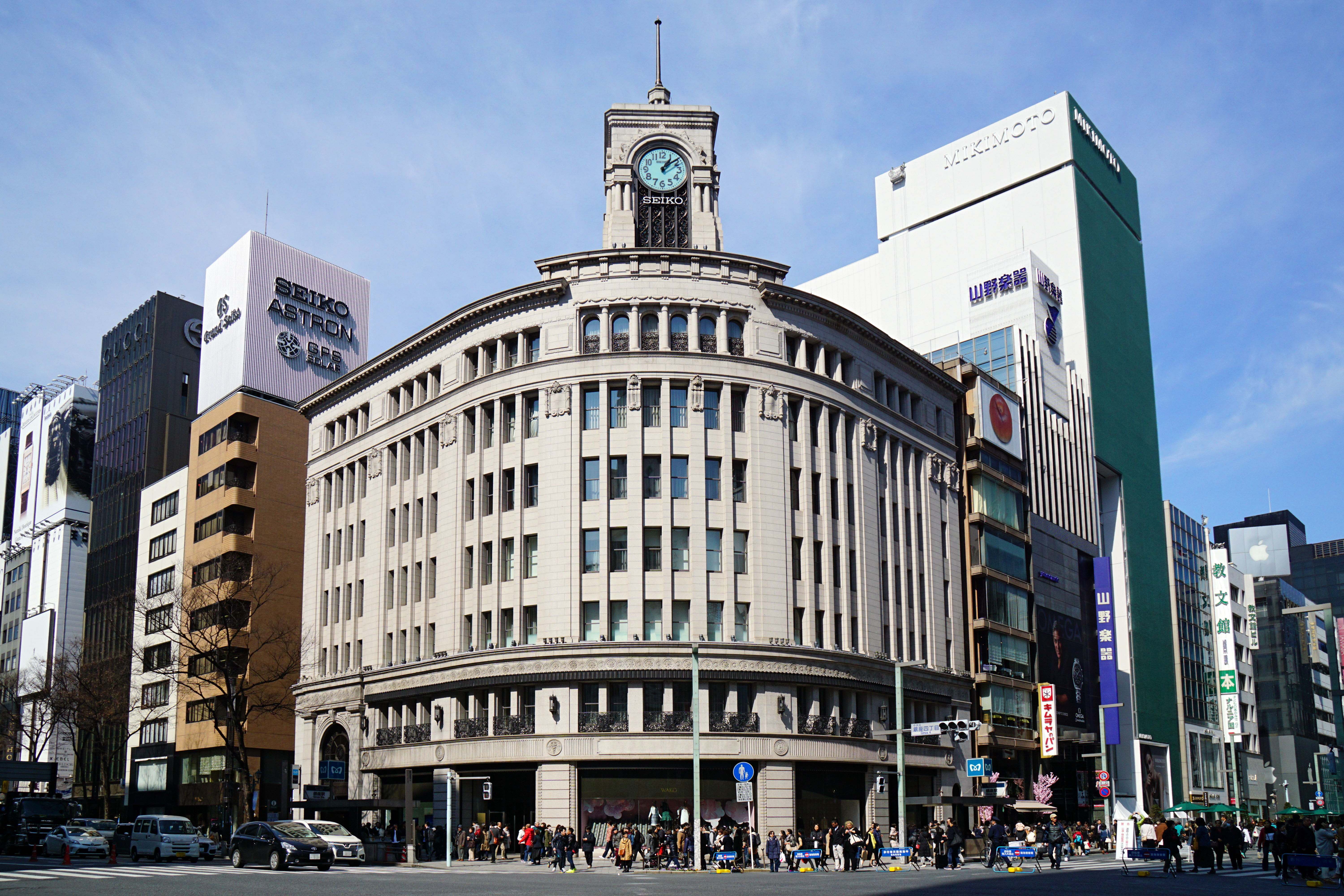
Magasin Wako à Ginza.
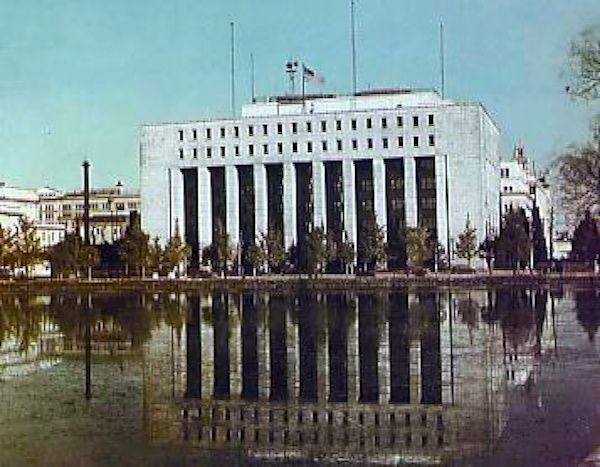
Bâtiment de Dai-Ichi Life Insurance
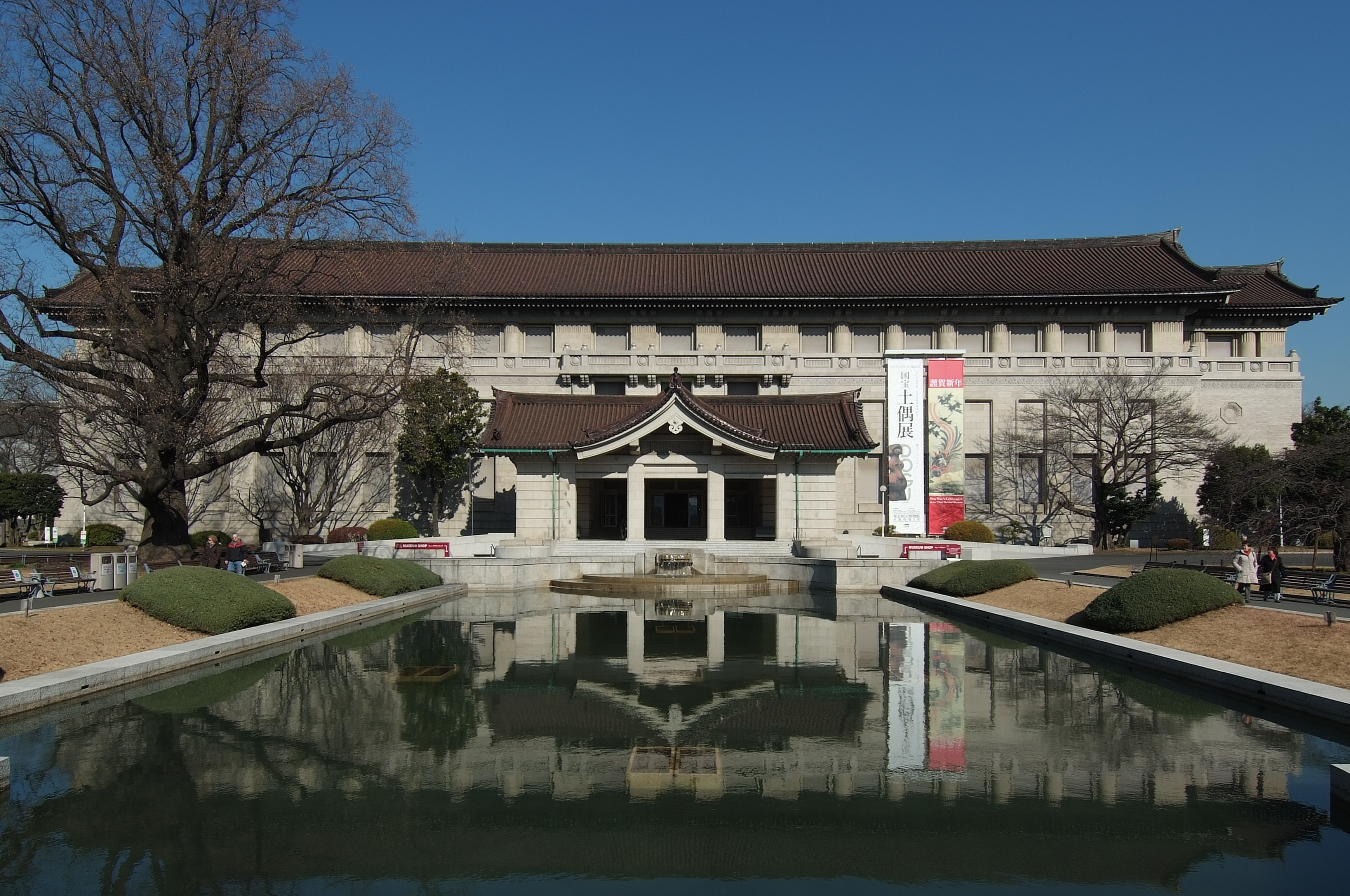
Honkan du Musée national de Tokyo